# سياسة تعليم عالي
سياسة التعليم العالي هي مجموعة الضوابط التي تتحكم بعمل مؤسسة تعليمية عالية مثل الجامعات والكليات ودورها في المجتمع. تندرج سياسات التعليم العالي في العالم تحت ثلاث انظمة شائهة هي: النظام الانكلوساكسوني، النظام القاري والنظام الاسكاندانيفي.

## النظام التربوي الانكلوساكسوني
بحسب آنسيل، فإن النظام الانكلوساكسوني، ويسميه البعض الانكلوأميريكي٬ يركز على نظام جامعي جماعي شامل يوفر تعليم زهيد نسبيا عبر مؤسسات عامة وخاصة. 

## النظام التربوي القاري
يعتبر آنسل إن النظام التربوي القاري هو نظام يخرج النخبة بكلفة قليلة ومدعوم من الحكومة.

## والنظام التربوي الاسكاندانيفي
يعتبر آنسل إن النظام التربوي الاسكاندانيفي هو نظام مكلف يخرج العامة.

## روابط خارجية
- هيكلية ومحتوى نظم التعليم الإداري في آوروبا والولايات المتحدة الاميركية (بالانكليزيه)
- حروب وجيويبوليتيكية وسياسات الدول العربية (بالانكليزيه)